# Иванов, Никита Иванович (деятель НКВД)
Никита Иванович Иванов (1900 — 21 января 1940) — советский деятель внутренней безопасности, депутат Верховного Совета СССР.

## Биография
Родился в 04.1900; место рождения — с. Алипино-Степаново Псковской губернии. Национальность — русский.
Член ВКП(б) c 04.1919.
В органах ВЧК−ОГПУ−НКВД с 1919.
С 25.12.1935 — капитан государственной безопасности, c 08.07.1937 — майор государственной безопасности. На 30.07.1937 — нарком внутренних дел Северо-Осетинской АССР. С 02.11.1937 по 21.01.1939 — нарком внутренних дел Чечено-Ингушской АССР. 21.01.1939 — зачислен в действующий резерв.
Депутат Верховного Совета СССР 1-го созыва.
Арестован 07.01.1939. Осуждён 19.01.1940. Орган, вынесший решение — Военная коллегия Верховного суда СССР. Приговорён к высшей мере наказания. Расстрелян в Москве 21.01.1940.